# Quincy-Basse
Quincy-Basse è un comune francese di 55 abitanti situato nel dipartimento dell'Aisne della regione dell'Alta Francia.

## Società
.

### Evoluzione demografica
Abitanti censiti

## Storia
Un campo romano è esistito sulla collina che sovrasta il villaggio e ne sono ancora visibili tombe romane.
Durante la prima guerra mondiale il villaggio fu distrutto e fu ricostruito durante gli anni 1920.
Tra le due guerre, il villaggio fu ripopolato dall'arrivo di numerosi immigrati polacchi e italiani. 
Il castello fu occupato da ufficiali tedeschi durante la seconda guerra mondiale.
Dagli anni 1950 ai 1960, il villaggio si è spopolato a causa dell'esodo di molti giovani che si sono trasferiti nelle grandi città in cerca di lavoro.